# Alicerces Mango
Adolosi Mango Paulo Alicerces, mais conhecido como Alicerces Mango (Benguela, 24 de março de 1953 — Maculusso, Luanda, 31 de dezembro de 1992), foi um militar e político angolano filiado à União Nacional para a Independência Total de Angola (UNITA) durante mais de dezoito anos.

## Nascimento e estudos
Adolosi Mango Paulo Alicerces, mais conhecido por Alicerces Mango, nasceu em Benguela, aos 24 de abril de 1953, e foi o quarto filho de Paulo Bartolomeu Alicerces e de Natália Chitaca Adolosi, que tiveram um total de dez filhos. Fez os seus estudos primários, preparatórios e liceais, na mesma cidade.

## Trajectória política

### Início da guerra anticolonial
Quando frequentava o 7º ano liceal, foi incorporado no Exército Português, donde, depois de rasgarem a Bandeira de Portugal, na companhia dos outros elementos do Regimento do Huambo, desertou para o Massivi, Base Central da UNITA, naquela altura, em 1974.
Naquela base, com o posto de alferes, foi nomeado Instrutor Politico-Militar. Recebia e treinava todos os recrutas vindos das várias cidades de Angola.
Em 1975, foi promovido a tenente e participou nos combates na Frente Luena-Moxico. Depois da tomada da cidade do Luena, pelas Forças Armadas de Libertação de Angola (FALA), foi nomeado Comandante Político-Militar da Zona Chicala-Moxico. Ali foi promovido a capitão.

### Participação na guerra civil
Em 1976, na altura do recuo dos militantes da UNITA/FALA das cidades para as matas, entrou na longa marcha, dirigida pelo presidente-fundador da UNITA, Jonas Malheiro Savimbi, do leste ao interior do país, ante a ofensiva do MPLA com apoio cubano-soviético. Neste mesmo ano, Mango teve uma tromboflebite na perna direita, o que o impediu de continuar e suportar a marcha da coluna. Em outubro de 1976, chegou na Região 3, precisamente no Sector 2, Zona 4 (Camundongo-Bié).
Em janeiro de 1977, foi nomeado 2º Comandante do Sector 2, coadjuvando o comandante Silivondela. Dias depois e na mesma base, aos 29 de janeiro de 1977, casou-se com Gloria Lutucuta.
Em maio do mesmo ano, após o IV Congresso do UNITA, na Benda, RM 45, foi enviado por Savimbi para fazer seu tratamento no Hospital Central do Muandonji, em Saurimo, acompanhado da esposa. Em outubro foi enviado para os hospitais de Quinxassa. No Congo-Quinxassa, ficou responsável por recrutar e mobilizar a juventude, além de coordenar os serviços educacionais das crianças do partido que ali se encontravam.
Em 1980, regressou ao interior do país, em Jamba do Cuando, onde participou mais uma vez num curso na Escola de Formação de Quadros Político-militares. Em 1981, passou a ser professor de política na mesma instituição. Nesse ano foi promovido a major.
Em 1982, foi nomeado Chefe do Departamento de Quadros, com sede no Centro de Estudos Comandante Kapessi Kafundanga (CECKK) e foi promovido a tenente-coronel.
Em 1983, foi nomeado Chefe de Gabinete de Savimbi, sendo promovido a coronel e brigadeiro em 1984.

### Representante partidário no exterior
Em 1987, foi nomeado representante da UNITA na República Federal da Alemanha. Era dali que partia para cumprir as várias missões diplomáticas para a África, América e a própria Europa, em países que eram aliados da UNITA e outros não. Em 1989, foi nomeado responsável pelos negócios estrangeiros da UNITA.
A 1 de maio de 1990, foi reformado como general e nomeado como representante do partido em Portugal e fez parte do primeiro grupo que começou as negociações que levaram aos Acordos de Bicesse.

### Retorno à Angola e morte
Retornou à Angola em 1991 e foi nomeado secretário-geral do partido.
Em 1992, aquando das primeiras eleições em Angola, Alicerces participou activamente na campanha eleitoral pela UNITA, derrotada nas eleições legislativas. Savimbi declarou que as eleições tinham sido fraudulentas e ameaçou voltar à guerra o que acabou por acontecer levando a confrontos violentos em Luanda onde Alicerces Mango foi dado como desaparecido.